# Yvias
 Yvias  (en bretón Eviaz) es una población y comuna francesa, en la región de Bretaña, departamento de Côtes-d'Armor, en el distrito de Saint-Brieuc y cantón de Paimpol.

## Demografía
| 735 | 706 | 616 | 623 | 673 | 661 |
| Para los censos de 1962 a 1999 la población legal corresponde a la población sin duplicidades (Fuente: INSEE [Consultar]) |     |     |     |     |     |